# Japanischer Gehörlosenbund
Der Japanische Gehörlosenbund (jap. 一般財団法人全日本ろうあ連盟, Ippan Zaidan Hōjin Zen-Nihon Rōa Renmei, dt. „Reguläre rechtsfähige Stiftung Nationaler Taubstummenverband“, englisch Japanese Federation of the Deaf, kurz JFD) ist die nationale Organisation der Gehörlosen in Japan, und zugleich eine Mitgliedsorganisation des Weltverband der Gehörlosen.
Der JFD unterstützt die Gehörlosenkultur in Japan und arbeitet an der Anpassung von Gesetzen, die Gehörlose in Japan an der Ausübung verschiedener Berufe hindern, oder bei sonstigen Aktivitäten einschränken. Darüber hinaus hilft der JFD dabei, die Japanische Gebärdensprache (englisch Japanese Sign Language, kurz JSL) in das Bildungssystem für Gehörlose einzubeziehen und unterstützt das Dolmetschsystem für Gebärdensprache.
Der JFD ist eine politisch unabhängige nationale Organisation mit begrenzten finanziellen Ressourcen. Die 47 präfekturalen Verbände sind so organisiert, dass die politischen Möglichkeiten eingeschränkt sind, aber Zugang zu Finanzierungen durch die Regierung möglich ist.
Der JFD hat die Regierung dazu bewegen können, Gesetze für das Gemeinwohl der Gehörlosen und die Implementierung des Interpretationssystems für Gebärdensprache zu erlassen.

## Geschichte
Der JFD wurde am 25. Mai 1947 gegründet und hat am 10. Mai 1948 seinen ersten Nationalkongress in Kyōto abgehalten. Seine Wurzeln vor dem Zweiten Weltkrieg gehen zurück auf die „Japanese Association of the Deaf“ (全日本ろうあ連盟), die 1915 von Alumni der Tokyoter Schule für Gehörlose gegründet wurde.
Der JFD wurde am 20. Mai 1950 offiziell beim japanischen Sozialministerium registriert.
Während seiner Geschichte wurden vom JFD zahlreiche Konferenzen und Veranstaltungen für Gehörlose in Japan abgehalten, einschließlich Sportereignissen und Rechtsseminaren.
Im Jahr 1968 wurde eine Kampagne ins Leben gerufen um auf die Regierung dahingehend Druck auszuüben, dass Gehörlose in Japan einen Führerschein erwerben können, ein Recht das ihnen bis dahin als „quasi-inkompetenten Personen“ vorenthalten wurde.
Von 1969 bis heute veröffentlicht der JFD Newsletter, Bücher und anderes Lehrmaterial bezogen auf Gebärdensprache und Gehörlosigkeit. Der JFD begann im Jahr 1976 damit, Examen mit Zertifizierung für Dolmetscher der Gebärdensprache anzubieten und half dabei, 2002 die „National Training Institution of Sign Language“ zu etablieren, deren Zweck die Ausbildung von Gebärdensprachdolmetschern ist.
Als Resultat der Einordnung Gehörloser als „quasi-inkompetente Personen“ wurden sie als „inkompetent wegen verringerter geistiger und körperlicher Fähigkeiten und verschwenderischer Lebensgewohnheit“ betrachtet. Es wurde ihnen nicht gestattet, eigentumsrechtliche Handlungen zu unternehmen, Immobilienkredite aufzunehmen oder Familienunternehmen zu übernehmen. Dieser Status wurde vom JFD erfolgreich angefochten, mit dem Ergebnis, dass 1979 Artikel 11 des japanischen Privatrechts dahingehend abgeändert wurde, dass Gehörlose in Rechtsfragen als Personen uneingeschränkt behandelt werden. 2006 begann die nationale Polizeibehörde damit, die japanische Gesetzeslage bezüglich der Fahrerlaubnis für Gehörlose zu überarbeiten.

### Seepferdchen-Logo und Maskottchen
Das Seepferdchen-Logo ist in Japan als Symbol der Gemeinschaft der Gehörlosen anerkannt. Einer japanischen Legende zufolge haben Drachen keine Ohren und sind taub. Die Ohren der Drachen fielen ins Meer, wo sie zu Seepferdchen wurden. Die vorherigen „Drachenohren“ werden grafisch durch das Seepferdchen-Logo und -Maskottchen repräsentiert. Das Symbol wird auch von anderen Logos in Zusammenhang mit Gehörlosigkeit verwendet, zum Beispiel dem Tokyoter Gehörlosenbund und dem japanischen Tennisverband der Gehörlosen.

## Verhältnis zu anderen Organisationen
Der JFD hat Mitgliedsverbände in allen 47 japanischen Präfekturen, die auf nationaler Ebene durch die Generalversammlung und den Vorstand koordiniert werden.
Zusätzlich arbeitet der JFD eng mit der Nationalen Forschungsgesellschaft für das Dolmetschen von Gebärdensprache, der Japanischen Gesellschaft von Gebärdensprachdolmetschern (JASI) und dem Nationalen Zentrum für Bildung in Gebärdensprache zusammen.
Der JFD hat Vertretungen in Tokio und Kyōto.

### Internationaler Kontext
Als Mitglied des Weltverbands der Gehörlosen, der Beraterstatus bei den Vereinten Nationen hat, arbeitet der JFD daran die Ansichten der Gehörlosen in Japan an die internationale Gemeinschaft heranzutragen.

### Tōhoku-Erdbeben und Tsunami
Das Netzwerk an Verbindungen zu anderen Organisationen wurde durch das Erdbeben und den Tsunami in Tōhoku 2011 auf die Probe gestellt und gestärkt. Der JFD war unter anderem daran beteiligt, Überlebenden Nothilfe zukommen zu lassen.
Während der Katastrophe wurden von der japanischen Regierung JSL-Dolmetscher für Pressekonferenzen zum Erdbeben und Tsunami bereitgestellt. Fernsehübertragungen der Pressekonferenzen von Premierminister Naoto Kan und dem Chefkabinettssekretär Yukio Edano beinhalteten mehrere JSL-Dolmetscher, die auf demselben Podium neben der japanischen Flagge standen.